# 尤奧斯塔河
尤奧斯塔河是立陶宛的河流，位於該國中部，屬於內韋日斯河的右支流，由烏田納縣和帕涅韋日斯縣負責管轄，河道全長50.8公里，流域面積273.3平方公里。
55°44′N 24°26′E / 55.733°N 24.433°E